# Togo az 1984. évi nyári olimpiai játékokon
Togo az egyesült államokbeli Los Angelesben megrendezett 1984. évi nyári olimpiai játékok egyik részt vevő nemzete volt. Az országot az olimpián 2 sportágban 6 sportoló képviselte, akik érmet nem szereztek.

## Atlétika
Férfi
| Versenyző           | Versenyszám | Előfutam | Előfutam | Előfutam | Negyeddöntő | Negyeddöntő | Negyeddöntő | Elődöntő | Elődöntő | Elődöntő | Döntő   | Döntő    |
| Versenyző           | Versenyszám | Idő      | Hely.    | Össz.    | Idő         | Hely.       | Össz.       | Idő      | Hely.    | Össz.    | Idő     | Helyezés |
| ------------------- | ----------- | -------- | -------- | -------- | ----------- | ----------- | ----------- | -------- | -------- | -------- | ------- | -------- |
| Adjé Adjeoda Vignon | 400 m       | 47,43    | 6.       | 50.      | kiesett     | kiesett     | kiesett     | kiesett  | kiesett  | kiesett  | kiesett | kiesett  |

| Versenyző        | Versenyszám | Selejtező | Selejtező | Döntő    | Döntő    |
| Versenyző        | Versenyszám | Eredmény  | Helyezés  | Eredmény | Helyezés |
| ---------------- | ----------- | --------- | --------- | -------- | -------- |
| Bilanday Bodjona | Távolugrás  | 682 cm    | 26.       | kiesett  | kiesett  |
| Denou Koffi      | Hármasugrás | 14,44 m   | 26.       | kiesett  | kiesett  |

## Ökölvívás
| Versenyző   | Versenyszám | Selejtező                   | 32-es főtábla              | Nyolcaddöntő      | Negyeddöntő       | Elődöntő          | Döntő             | Helyezés |
| Versenyző   | Versenyszám | Ellenfél Eredmény           | Ellenfél Eredmény          | Ellenfél Eredmény | Ellenfél Eredmény | Ellenfél Eredmény | Ellenfél Eredmény | Helyezés |
| ----------- | ----------- | --------------------------- | -------------------------- | ----------------- | ----------------- | ----------------- | ----------------- | -------- |
| Yao Gaitor  | Harmatsúly  | Jarmo Eskelinen (FIN) · 0:5 | kiesett                    | kiesett           | kiesett           | kiesett           | kiesett           | 33.      |
| Ayi Sodogah | Pehelysúly  | erőnyerő                    | Mohamed Hegazi (EGY) · 0:5 | kiesett           | kiesett           | kiesett           | kiesett           | 17.      |
| Ama Sodogah | Könnyűsúly  | erőnyerő                    | Geofrey Nyeko (UGA) · 0:5  | kiesett           | kiesett           | kiesett           | kiesett           | 17.      |